# 聖經新普及譯本
《聖經新普及譯本》（HOLY BIBLE New Living Translation）是漢語聖經協會於2012年編寫的中英對照聖經。此譯本之出版旨在幫助學生、慕道友、年輕信徒以及初信的弟兄姊妹更容易明白聖經的文意。。

## 譯文結構
傳統聖經中文譯本的語句內容及言詞表達方式較深，讀者難以明白和領略。New Living Translation (NLT) 是由九十位西方聖經學者按照聖經原文（包括希伯來文， 亞蘭文， 希臘文）翻譯而成的版本。 此譯本長於意思準確，語句流暢易明，特別能使初次接觸聖經的讀者輕易地投入聖經的世界，了解經文的意思，因此在英語世界中得到廣泛使用。《新普及譯本》採納了NLT版本的特色，保留其生動活潑的表達方式，具體地描繪聖經的真實面貌。把這兩個版本結合並排，讀者除了獲得學習語文的機會外，同時閱讀兩種語文更能有助於從多角度明白神的話語，與聖經人物及其經歷產生共鳴感，在經文中與上帝相遇。
深盼上帝的話語成為讀者們生命的光，生命的導航。在閱讀上帝的話語之過程中，經歷上帝改變生命的大能。

## 翻譯說明
《新普及譯本》是《New Living Translation》的中文譯本， 前者保留了英文版的風格。 以下是其特色
1. 以令讀者易明的方式，既忠於原文又活潑地表達經文的意思；
2. 用詞淺白，語句通順，容易明白；
3. 感情表達豐富，人物對話描繪生動，使聖經中的情節有如歷歷在目；
4. 在直譯與意譯之間求取平衡，以表達聖經原文活潑的風格。

NLT譯本乃根據多個原文版本翻譯而成，文意乃忠於原文：
- 舊約根據Biblica Hebraica Stuttgartensia (1977) 翻譯而成， 參考文獻包括死海古卷，《七十士譯本》及其他希臘文抄本、《撒馬利亞五經》、敍利亞文《別西大譯本》、《武加大拉丁譯本》以及其他譯本和抄本；
- 新約根據The Greek New Testament (4th rev。 ed。， 1993) 及Novum Testamentum Graece (NA， 27th ed。， 1993) 翻譯而成。

《新普及譯本》直譯自NLT，亦有參考原文。在翻譯過程中，此譯本保留了NLT譯本的特點，好讓現代讀者更容易明白經文的意思：
1. 聖經中的文化表達
  - 在聖經中，有大量語句皆帶有濃厚的文化背景特色。為了使現代讀者更容易更容易掌經文的含義，同時亦能保留原文的字面意思，譯本在用詞方面力求表達更傳神。
2. 比喻性用語
  - 根據原文，由於涉及當時文化特色，聖經中某些比喻用詞對於現代人而言難以理解，故此在翻譯時在語句上作出了潤飾，使意思更易明。
3. 單位的表達方式及計算方法
  - 聖經原文中的古代計算方法和單位名詞跟現代不同。NLT採用了美式量度單位，同時在註腳列出兩者的分別。
4. 曆法名稱對照
5. 統一人物名字
6. 意譯上帝的名字
7. 保留傳統譯名及加上註譯
8. 提供各種譯法的註腳，加深讀者對經文背景資料的理解。

## 外部連結
- 聖經·新普及譯本
- 《中文聖經翻譯史》(聖經．中文．翻譯) （页面存档备份，存于）
- 《新普及譯本》(聖經．中文．翻譯) （页面存档备份，存于）